# Царьов Олег Анатолійович
Олег Анатолійович Царьов (2 червня 1970 , Дніпро ) — колишній український підприємець, колаборант із Росією, проросійський політик, сепаратист. Переховується в РФ від слідства, провадженого Генеральною прокуратурою України, за звинуваченням у державній зраді через колабораціонізм із Росією.
Депутат Верховної Ради України IV—VII скликання, член фракції Партії регіонів (з грудня 2012), член Комітету з питань аграрної політики та земельних відносин (з грудня 2012); член політради Партії регіонів. Кандидат на посаду Президента України на позачергових виборах 25 травня 2014 (зняв свою кандидатуру). Неодноразово піддавався критиці за українофобію і сепаратизм, перебуває у всеукраїнському кримінальному розшуку.
3 червня 2014 року ВРУ погодила притягнення до кримінальної відповідальності, затримання та арешт та утримання Царьова під вартою. Але пізніше він був випущений на волю.
26 червня 2014 року обраний «спікером парламенту» так званої Новоросії — об'єднання підконтрольних РФ угрупувань «ДНР» і «ЛНР», які Генеральна прокуратура України кваліфікує як терористичні. Має відношення до «Комітету порятунку України», створеного в Москві 3 серпня 2015 року колишніми високопосадовцями України часів президентства Януковича.
Після повномасштабного російського наступу на Україну, з березня 2022 підозрюється у співпраці з Росією та російськими окупантами.

## Життєпис
Народився 2 червня 1970 року у місті Дніпрі.
Навчався у тернопільській школі № 7, з шостого класу перевівся у школу № 10, яку і закінчив у 1987 році. В школі цікавився хімією, фізикою, відвідував заняття секції з класичної боротьби в Тернополі.
У 1992 закінчив Московський інженерно-фізичний інститут, інженер-фізик за освітою.

## Кар'єра
- 1992—1993 — інженер з підготування виробництва, Дніпроп. спеціаліз. МП «Автекс».
- 1993 — директор, ТОВ «Курс», м. Дніпропетровськ.
- 1993—1995 — директор, Укр. фінансове страхове т-во «Довіра», м. Дніпропетровськ.
- 1995—1997 — заступник директора, директор, ТОВ «Дніпропетровський комп'ютерний центр».
- 1997—1998 — директор, ТОВ «Кремнієва долина», м. Дніпропетровськ.
- 1998—2000 — голова правління, ВАТ «Дніпропетровська паперова фабрика».
- 2000 — заступник директора ТОВ «Дніпропетровський комп'ютерний центр»; директор з фінансових питань, ВАТ «Дніпропетровський хлібокомбінат № 2»; заступник директора, ТОВ «Дніпропетровський комп'ютерний центр».
- 2000—2002 — голова спостережної ради ВАТ «Дніпропетровська паперова фабрика»; голова спостережної ради, ВАТ «Дніпропетровський хлібокомбінат № 2»; голова спостережної ради, ВАТ «Новомосковський комбінат хлібопродуктів».

Був головою Дніпропетровського обласного відділення Партії регіонів.

## Політична діяльність

### Парламентська діяльність
Народний депутат України 4-го скликання 04.2002-04.2006, виб. окр. № 40, Дніпропетровська область, самовисування. За 30,26 %, 11 суперників. На час виборів: заступник директора ТОВ ІІ «Дніпровський комп'ютерний центр», член Партії регіонів. Голова підкомітету з питань власності, приватизації та банкрутства Комітету з питань економічної політики, управління народним господарством, власності та інвестицій (з 06.2002). Член фракції «Єдина Україна» (05.-06.2002), уповноважений представник фракції «Регіони України» (06.2002-09.2005).
Народний депутат України 5-го скликання 06.2006-11.2007 від Партії регіонів, № 35 у списку. На час виборів: народний депутат України, член ПР. Член Комітету з питань прав людини, національних меншин і міжнаціональних відносин (з 07.2006), член фракції Партії регіонів (з 06.2006).
У 2006 брав участь у штурмі Дніпропетровської облради
. Був керівником обласної парторганізації ПР. Була поширена думка, що 2005 року до списку ПР його взяли тому, «що гарно вмів битися», з чим Царьов не погоджувався. Брав найактивнішу участь у побитті опозиційних депутатів у Верховній Раді під час ратифікації Харківських угод. Після цього, на думку опозиції, став у ПР неформальним лідером першої п'ятірки «бійців», та отримав справжню популярність серед прихильників ПР по всій Україні.
Народний депутат України 6-го скликання 11.2007-12.12 від Партії регіонів, № 114 у списку. На час виборів: народний депутат України, член ПР. Член Комітету з питань податкової та митної політики (12.2007-03.2011), голова підкомітету з питань податку на додану вартість та інших податків на споживання (крім акцизних зборів) (з 02.2008), член Комітету з питань фінансів, банківської діяльності, податкової та митної політики (з 03.2011), член фракції Партії регіонів (з 11.2007).
Народний депутат України 7-го скликання з 12.2012, виборчий округ № 40, Дніпропетровська область, від Партії регіонів. За 45,07 %, 8 суперників. На час виборів: народний депутат України, член Партії регіонів. Заступник керівника фракції Партії регіонів у Верховній Раді VII скликання.
10 серпня 2012 року у другому читанні проголосував за Закон України «Про засади державної мовної політики», який був підданий широкій критиці. Закон було прийнято із порушеннями регламенту
В середині січня 2013 року Царьов зареєстрував законопроєкт «Про внутрішню торгівлю», який, зокрема, містив положення
- торговельні заклади площею понад 300 кв. м. мають розташовуватися за містом, не менше ніж у п'яти кілометрах від його межі
- супер- і гіпермаркети повинні працювати з 9-00 до 20-00, неділя — вихідний

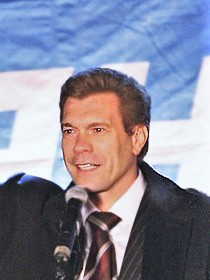
Царьов, грудень 2009

Експерти, аналізуючи законопроєкт, дійшли висновку, що цей документ складений з «незрозумілих думок, які не мають юридичних форм», і що ключові положення законопроєкту виписані не стільки для розв'язання реально існуючих проблем у внутрішній торгівлі, скільки з розрахунку на гучний скандал та задля збурення суспільства.
Один із 148 депутатів Верховної Ради України, які підписали звернення до Сейму Республіки Польща з проханням визнати геноцидом поляків події національно-визвольної війни України 1942—1944 років. Цей крок перший Президент України Леонід Кравчук кваліфікував як національну зраду.
9 грудня 2013 року нардеп Царьов направив до СБУ і МЗС України запити про оголошення ряду іноземних громадян персонами нон грата. Так як вони, на думку Царьова, можуть мати відношення до протестних виступів в Києві. Всього у списку Царьова названо 36 імен. Більшість з них всесвітньо- або широковідомі особи, як наприклад президент Грузії Михайло Саакашвілі або доцент Києво-Могилянської академії член Науково-експертної ради при Комітеті Верховної Ради України з питань європейської інтеграції Андреас Умланд.

### Євромайдан
18 лютого 2014 року Царьов заявив:
| | \| Протягом години буде зачищено Майдан. По тому, як ми наведемо лад у Києві, ми приведемо його в усій країні. \| Оригінальний текст (рос.) [В течение часа будет зачищен Майдан. После того, как мы наведем порядок в Киеве, мы приведем его во всей стране.] Помилка: [undefined] Помилка: {{Lang}}: немає тексту (допомога): текст вже має курсивний шрифт (допомога) |
| Протягом години буде зачищено Майдан. По тому, як ми наведемо лад у Києві, ми приведемо його в усій країні. | |

20 лютого 2014 року Царьов літаком вилетів в Росію.
В інтерв'ю на Громадському телебачені разом з Романом Скрипіним заявив, що до анексії Криму Росіїєю призвів Майдан.

### Участь у президентській кампанії 2014
Царьов подав заявку до ЦВК, як кандидат на Президента України. Був підтриманий проросійською партією Руський Блок. 1 травня він подав заяву до ЦВК із проханням зняти його кандидатуру.

### Російсько-українська війна

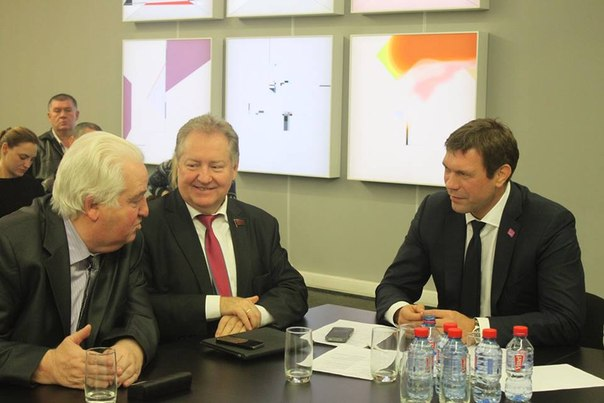
Царьов із депутатами Думи РФ на засіданні «Союзу біженців України», грудень 2014

9 квітня 2014 року, перебуваючи з візитом у Миколаєві, Олег Царьов збирався відвідати прихильників Володимира Путіна, що перебували у лікарні швидкої медичної допомоги після невдалої спроби штурму Миколаївської ОДА. Представники самооборони міста не допускали його до лікарні, оточивши її живим кільцем. Один із лідерів ополчення Олександр Янцен почав словесну перепалку з Олегом Царьовим. Після взаємних образ між ними почалася бійка. У народного депутата полетіли курячі яйця, люди почали скандувати «Фашизм не пройде!», «Чемодан, вокзал, Росія».
11 квітня 2014 року Царьов заявив, спілкуючись з сепаратистами в Донецькій облдержадміністрації, що готовий стати лідером так званого «Південно-Східного руху», докладе всіх зусиль для зриву президентських виборів, які призначені на 25 травня, і запевнив, що цих виборів не буде.
Ввечері 14 квітня 2014, під час телеефіру на ICTV, активісти Майдану та інші кияни оточили телекомпанію, обшукали авто Царьова та його охоронців і знайшли холодну та вогнепальну зброю та стандартні ріжки з набоями для автомата Калашникова. Пізно вночі на 15 квітня Царьов вийшов з телестудії, і пройшов «коридором ганьби», який йому влаштували мітингувальники, які кричали «Ганьба!», проклинали його за сепаратизм, штурхали та кидались яйцями та порвали зрештою на ньому одяг. Після цього інциденту його завели в швидку. Активісти Правого сектора втихомирили натовп, пообіцявши, що Царьова повезуть в Генпрокуратуру. Царьов після інциденту сказав в Генпрокуратурі, що не буде відкликати свою кандидатуру і що замість того, щоб почути голос людей, які повстали на сході України, як колись на заході країни, його побили та наголосив, що «на людей зі Сходу треба зважати» (рос. «с людьми с Востока надо считаться»).

### Кінець депутатських повноважень
15 травня 2014 року, як повідомив народний депутат від ВО «Свобода» Ігор Мірошниченко, Генеральна прокуратура України подала до Верховної Ради подання на позбавлення Олега Царьова (і ще низки нардепів) мандатів народного депутата України.
Генеральна прокуратура України внесла до Верховної Ради України подання про позбавлення недоторканності О.Царьова та двох інших народних депутатів для притягнення їх до кримінальної відповідальності за причетність до подій, пов'язаних з сепаратизмом. Відповідна згода щодо Царьова була надана Верховною Радою 3 червня 2014 року 235 голосами «за».

### Російське вторгнення 2022 року
Активно брав участь у російських пропагандистських відеозйомках на окупованих територіях Київської області.
В березні 2022 пропонував голові військової адміністрації Кривого Рогу Олександру Вілкулу здати місто російським окупантам, отримав відмову. Через це йому було оголошено підозру у вчиненні правопорушень, передбачених ч. 3 ст. 110 та ч. 1 ст. 111-1 ККУ.
15 вересня 2022 року СБУ повідомила Царьову та іншому колишньому нардепу Володимиру Олійнику про підозру в державній зраді (ст. 111 ККУ) та в незаконному перетинанні державного кордону з метою заподіяння шкоди інтересам держави (ст. 332-2 ККУ).
27 жовтня 2023 року ЗМІ повідомили, що на Олега Царьова було скоєно замах у той час, як він перебував в Санаторії Кірова, що знаходиться в Ялті. За інформацією медіа, Царьова вразили двома пострілами, його стан «дуже складний». СБУ взяла на себе відповідальність за усунення колаборанта.
31 жовтня 2023 року РосЗМІ опублікували відео затримання, на якому передбачуваний координатор замаху заявив, що його завербували у січні 2023 року. Як зазначається, координатором злочину був мешканець Ялти, який нібито за завданням СБУ організував стеження за екснардепом та обладнав схованку із засобами ураження.

## Скандали та дискусійна діяльність
Царьов — учасник скандалу 2004 року із транзитним сервером через який у Центральну виборчу комісію надходили дані із регіонів про так звану «перемогу» Віктора Януковича на виборах Президента.
У 2010 році Царьова не пропустили у Львові до ресторану «Криївка», оскільки він не зміг або не захотів промовити правильне гасло «Слава Україні!» на вході. Образившись, він вимагав відібрати ліцензію та закрити цей ресторан «за розпалювання міжнаціональної ворожнечі».
В червні 2013 року Царьов сказав, що День Конституції — це не свято, а день ганьби українського народу.
У 2013 році Царьов запропонував зробити суржик державною мовою в Україні.
Разом з кількома іншими депутатами Царьов в 2013 році виступив з ідеєю щодо відновлення пам'ятника в Києві російському політичному діячу Петру Столипіну, який значною частиною сучасного українського суспільства розглядається як гнобитель української мови та культури.
Царьов також був учасником бійок в Верховній Раді і потрапив до рейтингу «найкращих бійців».
16 січня 2014 року в день прийняття Верховною Радою так званих «диктаторських законів», що суттєво обмежували громадянські свободи в Україні, відповідаючи на запитання журналіста Мустафи Наєма як йому подобається країна, в якій ми відтепер житимемо, О. Царьов заявив:
|                                              | \| Країна мені подобається все більше й більше. \| Оригінальний текст (рос.) [Страна мне нравится всё больше и больше.] Помилка: [undefined] Помилка: {{Lang}}: немає тексту (допомога): текст вже має курсивний шрифт (допомога) |
| Країна мені подобається все більше й більше. | |

12 лютого 2014 року в інтерв'ю Мустафі Наєму на Громадському ТБ, передивившись відео зі знущанням силовиків з активіста Євромайдану козака Михайла Гаврилюка, що раніше було поширене ЗМІ, та коментуючи його, Царьов зокрема сказав:
| | \| Послухайте, ця потвора... з півником на голові, стояла-кидала у живих людей «коктейлі Молотова». У живих людей. Він їх спалював. І після цього, коли його затримали й коли йому... там, не вбили, не побили, як зробили б будь-які інші поліціянти в будь-якій іншій країні, його... еее, припровадили, й він у цілком нормальному вигляді зараз ходить героєм по Майдану. \| Оригінальний текст (рос.) [''Послушайте, этот урод... с петушком на голове, стоял-бросал в живых людей «коктейли Молотова». В живых людей. Он их сжигал. И после этого, когда его задержали и когда ему... там, не убили, не избили, как сделали бы любые другие полицейские в любой другой стороне, его...эээ, перепроводили, и он в совершенно нормальном виде сейчас ходит героем по Майдану.] Помилка: [undefined] Помилка: {{Lang}}: немає тексту (допомога): текст має погано сформований шрифт (допомога) |
| Послухайте, ця потвора... з півником на голові, стояла-кидала у живих людей «коктейлі Молотова». У живих людей. Він їх спалював. І після цього, коли його затримали й коли йому... там, не вбили, не побили, як зробили б будь-які інші поліціянти в будь-якій іншій країні, його... еее, припровадили, й він у цілком нормальному вигляді зараз ходить героєм по Майдану. | |

21 лютого 2014 року деякі інтернет-ресурси поширили скріншот з Інстаграму доньки О. Царьова Ольги, на якому своє фото з цукеркою вона прокоментувала фразою: «Мой папа режет людей в лесу, а я пока пожру».
4 квітня 2014 року Царьов у бесіді на Громадському ТБ не зміг дати правильної відповіді журналісту Роману Скрипіну на питання «Коли розпочалася Друга світова війна?». На його думку, Друга світова війна почалась не в 1939 році, а в 1941.
25 квітня на сайті «Лента.ру» було опубліковане інтерв'ю із Царьовим, в якому він стверджував, що ніяких російських військ в Україні немає.
7 липня 2014 року як прибічник ДНР був побитий охоронцем Ігоря Гіркіна за критику відступу прибічників ДНР з Слов'янська.
У 2019 р. Олег Царьов заявив, що російська влада Криму «обдурила» його, вирішивши продати майно двох алуштинських пансіонатів «Дніпро» і «ХИИТовец», які у 2015 році віддали Царьову в оренду під реалізацію інвестпроєктів

## Розслідування

Країни, в яких Царьов під санкціями

15 квітня прокуратура Києва внесла до Єдиного реєстру досудових розслідувань відомості про вчинення депутатом Олегом Царьовим посягань на територіальну цілісність держави в зв'язку «з публічними виступами Царьова під час масових заходів, а також у засобах масової інформації, у яких він закликав до роз'єднання країни, посягав на територіальну цілісність держави та висловлював сепаратистські наміри».
9 травня 2014 року о 23:46 до Царьова зателефонував Ігор Коломойський, 15 травня запис цієї розмови з'явився в інтернеті (Царьов підтвердив її аутентичність). Губернатор Дніпропетровської області повідомляє заступника глави регіоналів про те, що у зв'язку з убивством в Маріуполі члена єврейської громади Шлемкевича за голову Царьова призначений викуп в $1 млн, і радить: «Причому, сказали, будуть шукати всюди… Я хотів тобі відкрити, щоб ти динамив в Москві, нікуди не їдь».
2 липня 2014 року на УНІАН з'явилася інформація, що лідера сепаратистського руху «Південний Схід» Олега Царьова оголошено у міжнародний розшук.
20 серпня 2015 року Міністерство закордонних справ України анулювало дипломатичний паспорт Олега Царьова. Він позбавлений паспорта як особа, що «…втратила підстави для користування дипломатичним паспортом і не повернула до МЗС паспортний документ у передбачений законодавством термін».
23 вересня 2015 року СБУ викликала на допит Царьова, повістку було опубліковано на сайті СБУ. Царьова викликали як підозрюваного, проте в повістці не зазначено як підозрюваний за якою статтею Кримінального кодексу України. 30 жовтня Шевченківський районний суд Києва виніс постанову, якою задовольнили клопотання органу попереднього розслідування, дав дозвіл на спеціальне досудове розслідування.
4 листопада 2015 року Генеральна прокуратура України почала процедуру заочного засудження Царьова.
У березні 2023 року Київський апеляційний суд залишив без змін попередній вирок суду Царьову, згідно з яким його засудили на 12 років ув'язнення. У травні 2023 року СБУ оголосила Царьову підозру.
2 лютого 2024 року суд заарештував нерухомість Царьова вартістю майже 500 млн грн, а саме квартиру у центрі Дніпра, земельну ділянку на Київщині, два майнові комплекси у тимчасово окупованому Криму. Зокрема, йдеться про санаторій Кірова та музей Садиба княгині Барятинської.

## Вироки
27 листопада 2024 року Вінницький міський суд виніс вирок Царьову, його визнали винним у державній зраді та засудили до 8 років позбавлення волі заочно. Також суд ухвалив конфіскували його майно на 460,6 млн грн.

## Санкції
14 березня 2023 року Царьова додали до санкційного списку Європейського Союзу.
18 листопада 2023 року доданий до санкційного списку України терміном на 10 років.

## Нагороди
- Орден «За заслуги» III ст. (23 серпня 2011) — за значний особистий внесок у становлення незалежності України, утвердження її суверенітету та міжнародного авторитету, заслуги у державотворчій, соціально-економічній, науково-технічній, культурно-освітній діяльності, сумлінне та бездоганне служіння Українському народові[91]
- Медаль Пушкіна (Російська Федерація, 9 лютого 2013) — за великий внесок у збереження та популяризацію російської мови та культури за кордоном[92]
- Почесна грамота Кабінету Міністрів України (26 грудня 2003) — за вагомий особистий внесок у формування системи ефективної та політично відповідальної влади і здійснення соціально-економічних реформ[93]. 19 травня 2023 року КМУ позбавив Царьова Почесної грамоти Кабінету Міністрів України[94][95].

22 листопада 2024 року позбавлений державних нагород України та інших форм відзначення згідно Указу Президента. 

## Родина й особисте життя
Мати — Ніна Василівна Царьова, доцент, кандидат хімічних наук. Батько — Анатолій Іванович Царьов, до переїзду в Тернопіль працював у Дніпропетровську конструктором ракетних двигунів. Коли Олегові було п'ять років батьки розлучилися. Від наступного шлюбу батька є зведений брат Михайло Царьов. У травні 2022 року Михайла Царьова було затримано Службою безпеки України за підозрою у скоєнні диверсії.
Олег Царьов одружений з Царьовою Ларисою Анатоліївною, народженою 7 березня 1968 року в Дніпропетровську. Працювала помічницею директора Відкритого акціонерного товариства «Дніпропетровська паперова фабрика». Батько чотирьох дітей: Максима (11.05.1995), Ольги (02.10.1999), Катерини (11.10.2003-15.07.2021) та Ігоря (01.04.2008).
Згідно з повідомленнями ЗМІ, що базуються на інформації, зібраній з персональних сторінок Ольги та Максима у соціальній мережі Фейсбук, обидва навчаються у Великій Британії: Максим — у Даремському університеті (Durham University) в Англії, а Ольга в школі Ґордонстоун у Шотландії.